# Mont Clemenceau
El Mont Clemenceau és una muntanya que s'eleva fins als 3.664 msnm, cosa que la converteix en la quarta muntanya més alta de les Canadian Rockies. El cim fou inicialment anomenat "Pyramid" el 1892 per Arthur Coleman. El 1919 l'Interprovincial Boundary Survey va decidir canviar-li el nom per l'actual en honor de Georges Clemenceau, primer ministre de França durant la Primera Guerra Mundial.
La primera ascensió la van protagonitzar D.B. Durand, H.S. Hall, W.D. Harris i H.B. De V. Schwab el 1923.